# آیلامورادا (فلوریدا)
آیلامورادا (به انگلیسی: Islamorada) روستایی در شهرستان مونرو ایالت فلوریدا است که در سال ۱۹۹۷ بنیان‌گذاری شده‌است. این روستا طبق سرشماری سال ۲۰۱۰ میلادی، ۶٬۱۱۹ نفر جمعیت داشته و مساحت آن نیز ۱۸٫۸ کیلومتر مربع است.